# Горле
Горле (итал. Gorle) је насеље у Италији у округу Бергамо, региону Ломбардија.
Према процени из 2011. у насељу је живело 6441 становника. Насеље се налази на надморској висини од 270 м.

## Становништво
| 1936. | 1951. | 1961. | 1971. | 1981. | 1991. | 2001. | 2011. |
| ----- | ----- | ----- | ----- | ----- | ----- | ----- | ----- |
| 581   | 715   | 1.511 | 2.245 | 3.714 | 4.388 | 5.063 | 6.445 |